# Plaguewielder
Plaguewielder er det ottende album fra det norske black metal-band Darkthrone. Det blev udgivet gennem Moonfog Productions i 2001.

## Spor
1. "Weakling Avenger" – 7:55
2. "Raining Murder" – 5:14
3. "Sin Origin" – 6:45
4. "Command" – 8:02
5. "I, Voidhanger" – 5:38
6. "Wreak" – 9:16